# Bruno Heck

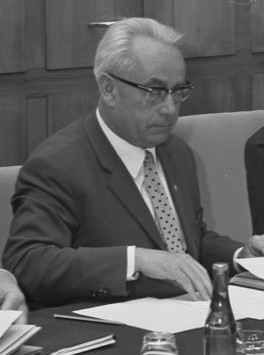
Bruno Heck 1968

Bruno Heck (* 20. Januar 1917 in Aalen; † 16. September 1989 in Blaubeuren) war ein deutscher Politiker (CDU). Er war von 1962 bis 1968 Bundesfamilienminister der Bundesrepublik Deutschland und von 1967 bis 1971 erster Generalsekretär der CDU.

## Leben und Wirken

### Ausbildung und Beruf
Bruno Heck wurde am 20. Januar 1917 als Sohn des Schlossgärtners Josef Heck und dessen Ehefrau Magdalene in der Kreisstadt Aalen am Rande der Schwäbischen Alb geboren und römisch-katholisch getauft. Er besuchte ab 1932 das katholische Konvikt Rottweil. Als Schüler schloss er sich dem 1919 gegründeten Bund Neudeutschland an. Nach dem Abitur 1936 begann Heck ein Studium der Philosophie und katholischen Theologie an der Eberhard Karls Universität Tübingen. 1938 wurde er zum Wehrdienst einberufen und nahm dann bis 1945 als Soldat der Luftwaffe am Zweiten Weltkrieg teil, sein letzter Dienstgrad war Oberleutnant. Nach Kriegsende nahm er sein Studium, erweitert um die klassische Philologie, wieder auf. 1949 wurde er zudem Mitglied der katholischen Studentenverbindung AV Cheruskia Tübingen im CV. Er schloss das Studium mit den beiden Staatsexamen für das Höhere Lehramt ab und war dann 1949/50 als Studienassessor am Albertus-Magnus-Gymnasium Rottweil tätig. 1950 wurde er mit der Dissertation Die Anordnung der Gedichte des Gaius Valerius Catullus zum Dr. phil. promoviert. Von 1950 bis 1952 arbeitete er im Dienstrang eines Regierungsrats im Kultusministerium des Landes Württemberg-Hohenzollern. Danach wurde er Bundesgeschäftsführer der CDU und damit hauptberuflich Politiker.

### Parteitätigkeit

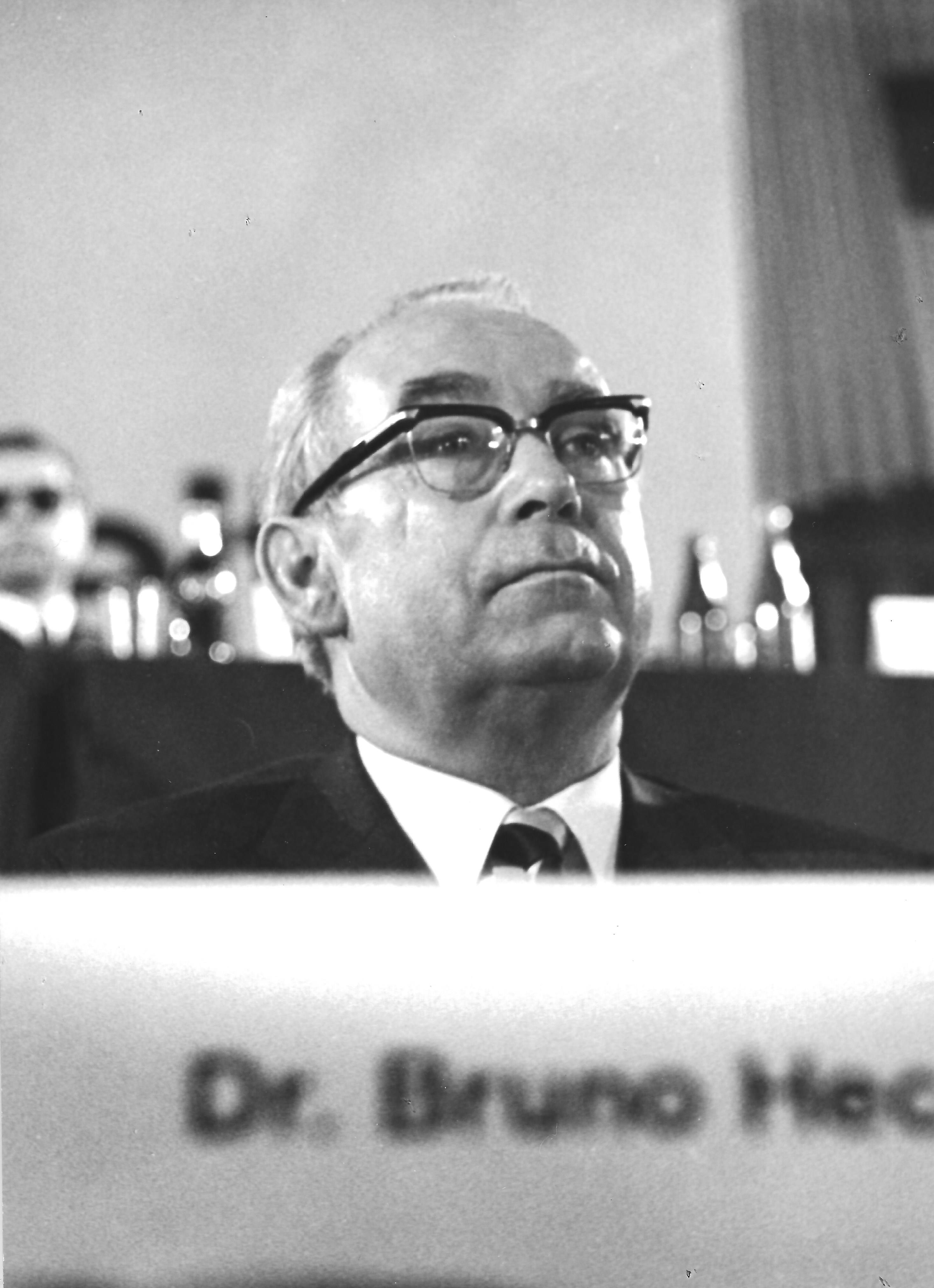
Bundesparteitag 1971 in Düsseldorf

Seit 1946 war Heck Mitglied der CDU. Von 1952 bis 1958 war er Bundesgeschäftsführer der CDU. 1955 war Heck der Hauptansprechpartner der Central Intelligence Agency bei der Einrichtung eines gemeinsamen Programmes zwischen CDU und CIA zur psychologischen Kriegsführung in Ostdeutschland.
Von 1967 bis 1971 war er der erste, der das neu geschaffene Amt des Generalsekretärs der CDU ausfüllte. Hecks größter Erfolg als Parteimanager war die Bundestagswahl 1957, als CDU/CSU zum ersten und einzigen Mal (und als einzige Partei in der deutschen demokratischen Parlamentsgeschichte) die absolute Mehrheit der Stimmen (50,2 %) erreichten. Heck hatte zuvor in den USA amerikanische Wahlkampfmethoden studiert; außerdem waren die CDU-Spitzenpolitiker Konrad Adenauer und Ludwig Erhard auf dem Gipfelpunkt ihres Ansehens. Heck war auch der maßgebliche Initiator des Neubaus der CDU-Bundeszentrale (Konrad-Adenauer-Haus) in Bonn.
Für Heck stellte der Ausgang der Bundestagswahl 1969 die größte Niederlage dar. Obwohl die CDU/CSU mit Bundeskanzler Kurt Georg Kiesinger, dessen Vertrauter Heck war, die relative Mehrheit (46,1 %) der Zweitstimmen erreichte und somit wieder stärkste Fraktion im Bundestag wurde, gingen die SPD mit 42,7 % und die FDP (5,8 %) eine Koalition ein, so dass die CDU aus der Bundesregierung in die Opposition gehen musste. Kiesinger verlor das Bundeskanzleramt an Willy Brandt und 1971 war auch die Amtszeit des Parteivorsitzenden Kiesinger und seines Generalsekretärs Heck zu Ende.
Von 1968 bis 1989 leitete Heck als Vorsitzender die CDU-nahe Konrad-Adenauer-Stiftung (KAS) und baute deren Tätigkeit national und international stark aus. Er ließ auch die neue KAS-Zentrale in Sankt Augustin bei Bonn erbauen. Als KAS-Vorsitzender äußerte Heck über die 68er-Bewegung: „Die Rebellion von 1968 hat mehr Werte zerstört als das Dritte Reich. Sie zu bewältigen, ist daher wichtiger, als ein weiteres Mal Hitler zu überwinden.“ (in: Die Politische Meinung, 1983).

### Abgeordneter
Von 1957 bis 1976 war Heck Mitglied des Deutschen Bundestages. Hier war er von 1957 bis 1961 Vorsitzender des Ausschusses für Kulturpolitik und Publizistik und von 1961 bis 1962 Parlamentarischer Geschäftsführer der CDU/CSU-Bundestagsfraktion. Heck zog stets als direkt gewählter Abgeordneter des Wahlkreises Rottweil in den Bundestag ein.

### Öffentliche Ämter
Am 13. Dezember 1962 wurde Heck als Bundesminister für Familien- und Jugendfragen in die von Bundeskanzler Konrad Adenauer geführte Bundesregierung berufen. Ab dem 17. Oktober 1963 wurde sein Bundesministerium in der nun von Ludwig Erhard geleiteten Bundesregierung in Bundesministerium für Familie und Jugend umbenannt. Nach dem Rücktritt der FDP-Bundesminister am 28. Oktober 1966 übernahm Heck vom 8. bis zum 30. November 1966 zusätzlich die Leitung des Bundesministeriums für Wohnungswesen und Städtebau. Im Kabinett der Großen Koalition unter Bundeskanzler Kurt Georg Kiesinger amtierte Heck dann ab dem 1. Dezember 1966 wieder ausschließlich als Bundesminister für Familie und Jugend. Am 1. Oktober 1968 trat er dann zurück, um sich als Generalsekretär der CDU ganz dem Wahlkampf für die Bundestagswahl 1969 widmen zu können.

### Debatte nach Chilereise
Kurz nach dem Putsch in Chile reiste Heck im Auftrag der Unionsfraktion nach Chile, um sich dort über die Lage zu informieren. Heck war bereits durch seine langjährigen Kontakte zu den chilenischen Christdemokraten mit der Situation des Landes gut vertraut. Zurück in Deutschland berichtete er während einer Pressekonferenz am 17. Oktober 1973 unter anderem von seinem Besuch im Stadion von Santiago, in dem 5000 Häftlinge untergebracht waren. Die Unterbringung der Gefangenen beschrieb er als „ausgesprochen schlecht“. Zwar könnten sich die Häftlinge im Gegensatz zu den vorangegangenen Wochen inzwischen im Freien bewegen, was bei sonnigem Wetter sicher angenehm sei. Bei Regen und Kälte sei das Leben der Häftlinge jedoch „unerträglich und scheußlich“. Die Süddeutsche Zeitung zitierte ihn tags darauf mit dem Satz: „Das Leben im Stadion ist bei sonnigem Frühlingswetter recht angenehm“. Heck wurde daraufhin eine Verharmlosung und Unterstützung des Putsches und des Pinochet-Regimes vorgeworfen. In einer Stellungnahme vom 4. November 1973 erklärte Heck, dass seine Schilderung der Verhältnisse im Stadion in ihr Gegenteil verkehrt worden sei.

### Kabinette
- Kabinett Adenauer V – Kabinett Erhard I – Kabinett Erhard II – Kabinett Kiesinger

## Ehrungen
- 1968: Großkreuz des Ordens des Infanten Dom Henrique
- 1969: Großes Bundesverdienstkreuz mit Stern
- 1977: Großes Bundesverdienstkreuz mit Stern und Schulterband
- 1987: Großkreuz des Verdienstordens der Bundesrepublik Deutschland
- 1987: Robert-Schuman-Medaille
- 1988: Großes Goldenes Ehrenzeichen mit dem Stern für Verdienste um die Republik Österreich[7]

## Veröffentlichungen
- als Herausgeber: Sterben wir aus? Die Bevölkerungsentwicklung in der Bundesrepublik Deutschland. Herder, Freiburg (Breisgau) u. a. 1988, ISBN 3-451-21211-0.
- als Herausgeber: Heinz Hürten, Wolfgang Jäger, Hugo Ott: Hans Filbinger – der „Fall“ und die Fakten. Eine historische und politologische Analyse. von Hase & Koehler, Mainz 1980, ISBN 3-7758-1002-1.